# Man Detained
Man Detained (übersetzt „Mann festgenommen“) ist ein britischer Kriminalfilm von Robert Tronson aus dem Jahr 1961. Produziert wurde er von der Filmgesellschaft Merton Park Studios. Das Drehbuch stammt von dem Drehbuchautor Richard Harris (* 1934) und baut auf dem Roman A Debt Discharged von Edgar Wallace auf. Der Film war einer der ersten zehn Teile der Edgar Wallace Mysteries, einer Serie von 47 Edgar-Wallace-Verfilmungen der Merton Park Studios zwischen 1960 und 1965; in Deutschland wurde er nie gezeigt.

## Handlung
Der Gauner Frank Murray wird mit 10.000 Pfund Falschgeld erwischt, das er dem Fotografen Thomas Maple aus dessen Safe gestohlen hat. Die Polizei kommt bei ihren Untersuchungen auf Maple, der James Helder, einen bekannten Verbrecher, um Hilfe bittet. Helder tötet den Fotografen, um sich selbst zu schützen. Stella Maple, die Ehefrau von Maple und Ex-Geliebte von Helder, will ihren Mann rächen und gibt der Polizei Hinweise auf Helder. Dieser kidnappt Stellas Sekretärin Kay Simpson, um sie bestechen zu können und Kapital daraus zu schlagen. Mit Hilfe von Murray stellt die Polizei Helder eine Falle und kann so Kay Simpson befreien und Helder festsetzen.

## Kritiken
Joachim Kramp und Jürgen Wehnert zitieren in ihrem Das Edgar Wallace Lexikon von 2004 eine Kritik des Monthly Film Bulletin von 1961 zum Film. Diese beschreibt den Film als „straffe und impulsive Bereicherung der Edgar-Wallace-Serie“. Sie lobt die schauspielerische Leistung von Elvi Hale als „Sekretärin, die ein bißchen zu sehr auf ihren eigenen Vorteil bedacht ist.“ Der Film habe „wenig Überraschungen, aber die Darbietungen sind recht brauchbar, und die Ereignisse rollen in einem smarten Tempo ab.“

## Belege
1. ↑  Richard Harris bei der Internet Movie Database. Abgerufen am 25. Juni 2020.
2. ↑  
„Man Detained (Film).“ In: Joachim Kramp, Jürgen Wehnert: Das Edgar Wallace Lexikon. Leben, Werk, Filme. Es ist unmöglich, von Edgar Wallace nicht gefesselt zu sein! Verlag Schwarzkopf & Schwarzkopf, Berlin 2004; S. 408–409. ISBN 3-89602-508-2.
3. ↑  
Kritik vom Monthly Film Bulletin vom Dezember 1961, zitiert nach „Man Detained (Film).“ In: Joachim Kramp, Jürgen Wehnert: Das Edgar Wallace Lexikon. Leben, Werk, Filme. Es ist unmöglich, von Edgar Wallace nicht gefesselt zu sein! Verlag Schwarzkopf & Schwarzkopf, Berlin 2004; S. 408–409. ISBN 3-89602-508-2.